# Paleokastritsa
Paleokastritsa (griechisch Παλαιοκαστρίτσα, (f. sg.)) ist ein beliebter Ferienort an der Westküste Korfus. Der Name bedeutet Alter Burgplatz und bezieht sich auf die in Sichtweite gelegene Burg Angelokastro. 
Das Gebiet um Paleokastritsa besteht aus zwei Halbinseln und fünf Buchten, dessen Panorama die Besucher vom Bergdorf Lakones (auch Balkon des Ionischen Meeres genannt) zu den schönsten der Insel zählen. Es gibt kein Ortszentrum als Mittelpunkt: Hotels, Häuser und Tavernen sind über die Landschaft verstreut und liegen häufig versteckt zwischen Olivenbäumen und Zypressen.

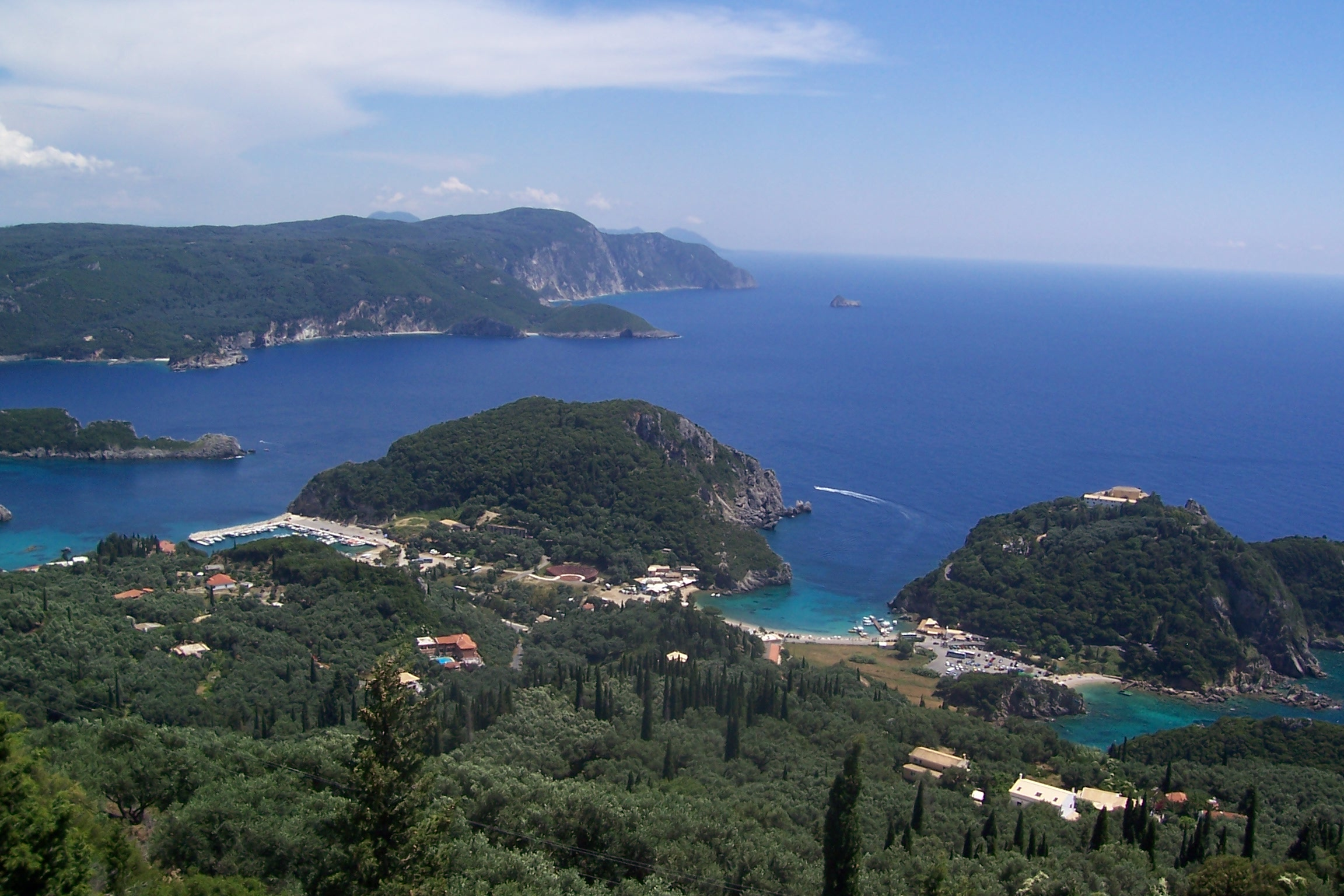
Blick von Lakones auf Paleokastritsa. Auf dem rechten Felsen ist das Kloster zu erkennen; in der Mitte des Fotos liegt das „versteinerte Schiff“ des Odysseus.

Die Bucht Agios Spyridon ist der Ausgangspunkt für eine Bootsrundfahrt zur Besichtigung einiger Grotten. Etwas entfernt ragt ein kleiner Felsen aus dem Meer. Er soll, einer Legende nach, das versteinerte Schiff der Phaiaken sein, das gemäß der griechischen Mythologie von Poseidon in einen Fels verwandelt wurde, nachdem es Odysseus in dessen Heimat Ithaka gebracht hat. Laut Homers Odyssee gelangte Odysseus als Schiffbrüchiger schwimmend an die Küste Scherias. Der Strand bei Paleokastritsa soll nach einer Theorie der Ort sein, an dem Odysseus der Prinzessin Nausikaa begegnete. Ihr Vater Alkinoos, König der Phäaken, sorgte dafür, dass Odysseus in seine Heimat gebracht wurde.
Auf der westlichen Halbinsel, hoch auf einem Felsen, liegt das Kloster Panagia Theotokos tis Paleokastritsas, das bereits im Jahr 1228 gegründet wurde, dessen heutige Gebäude jedoch aus dem 18. Jahrhundert stammen. Hinter den weiß getünchten Mauern des Klosters gibt es gepflegte Gartenanlagen, blütenberankte Laubengänge, eine alte Ölmühle und ein kleines Museum, in dem alte Ikonen aus dem 17. bis 19. Jahrhundert sowie eine korfiotische Bibel aus dem 13. Jahrhundert ausgestellt sind.
Paleokastritsa ist Geburtsort der griechisch-deutschen Sängerin Vicky Leandros.

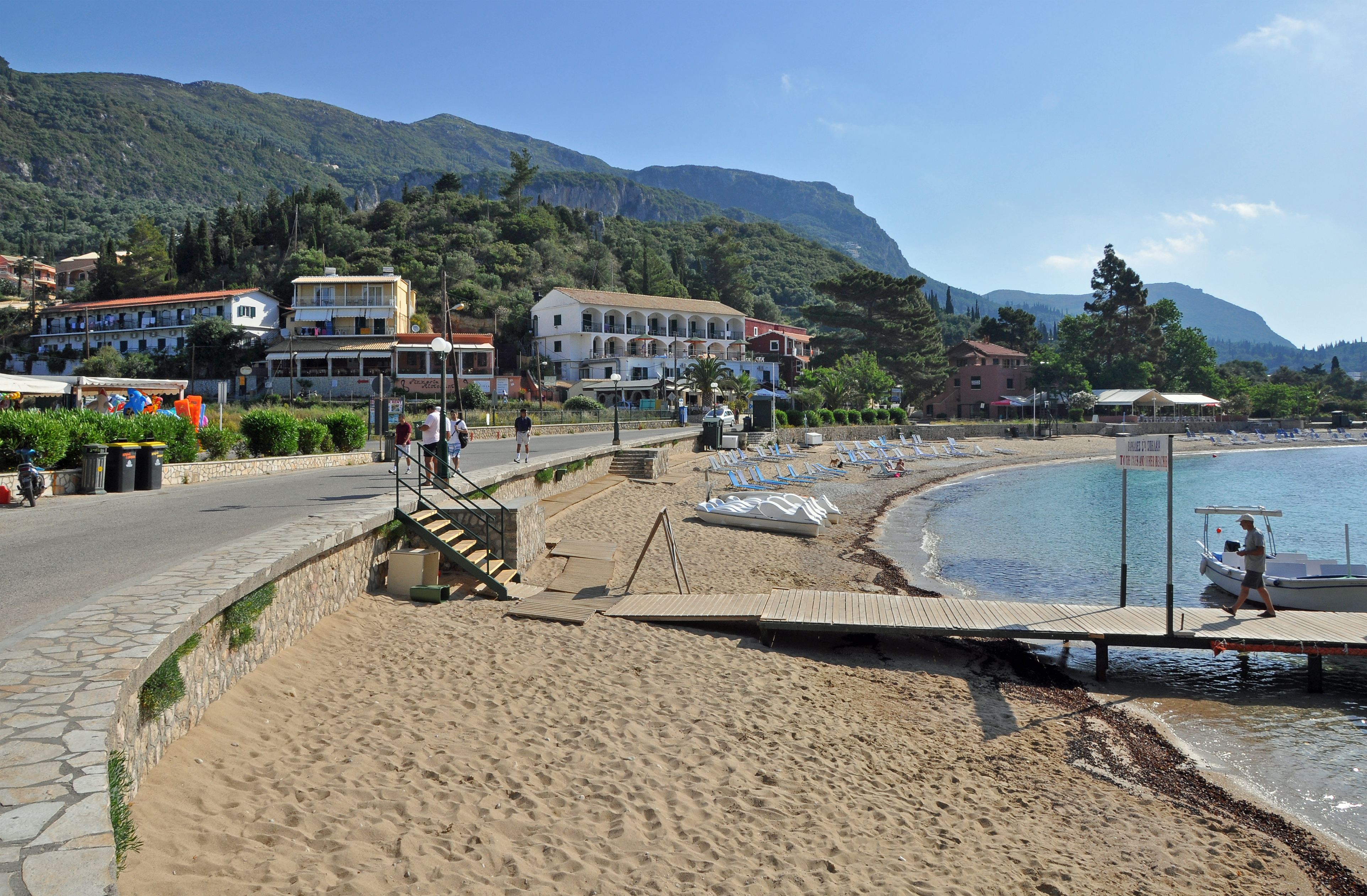
Strand von Paleokastritsa
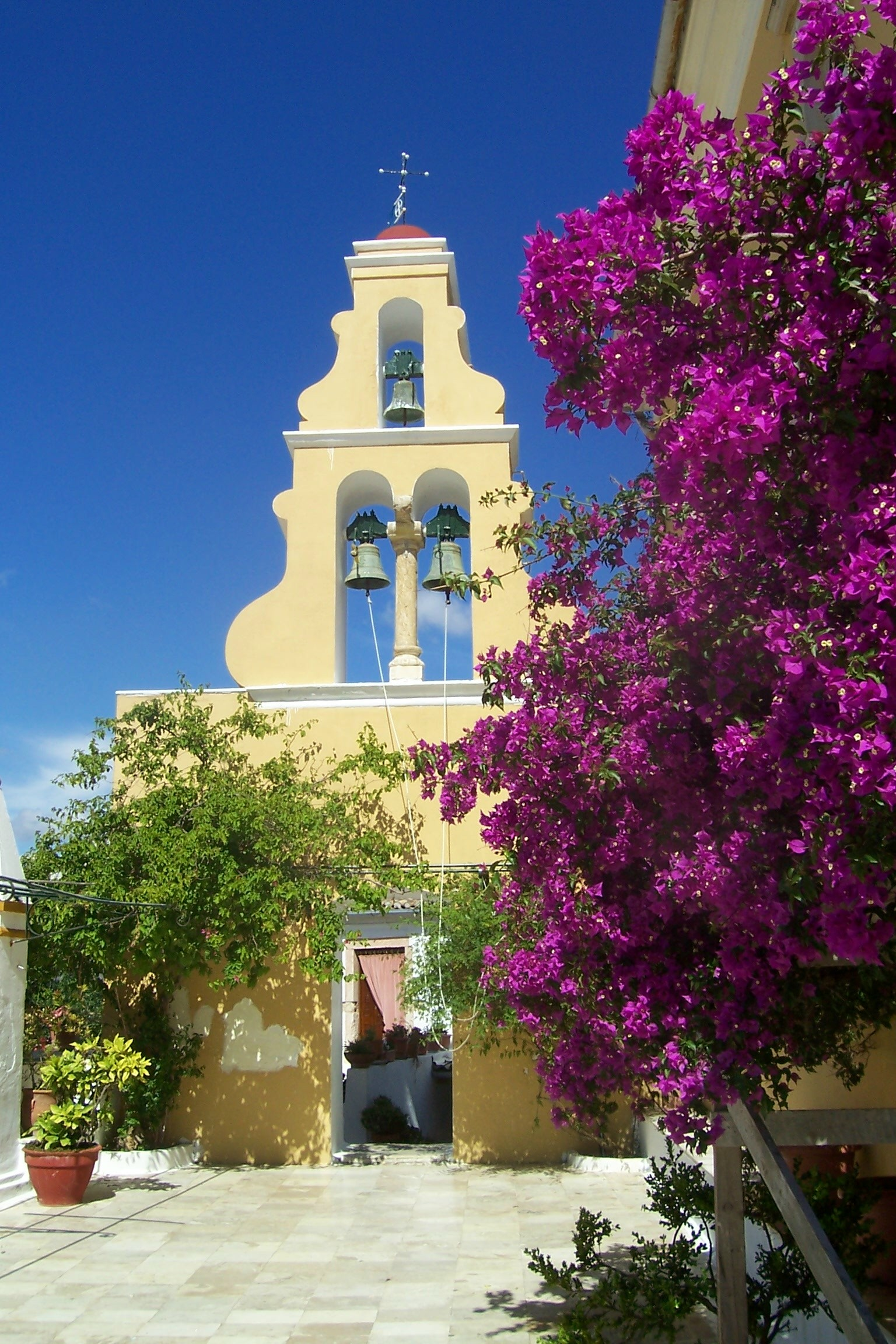
Panagia Theotokos tis Paleokastritsas, Glockenturm
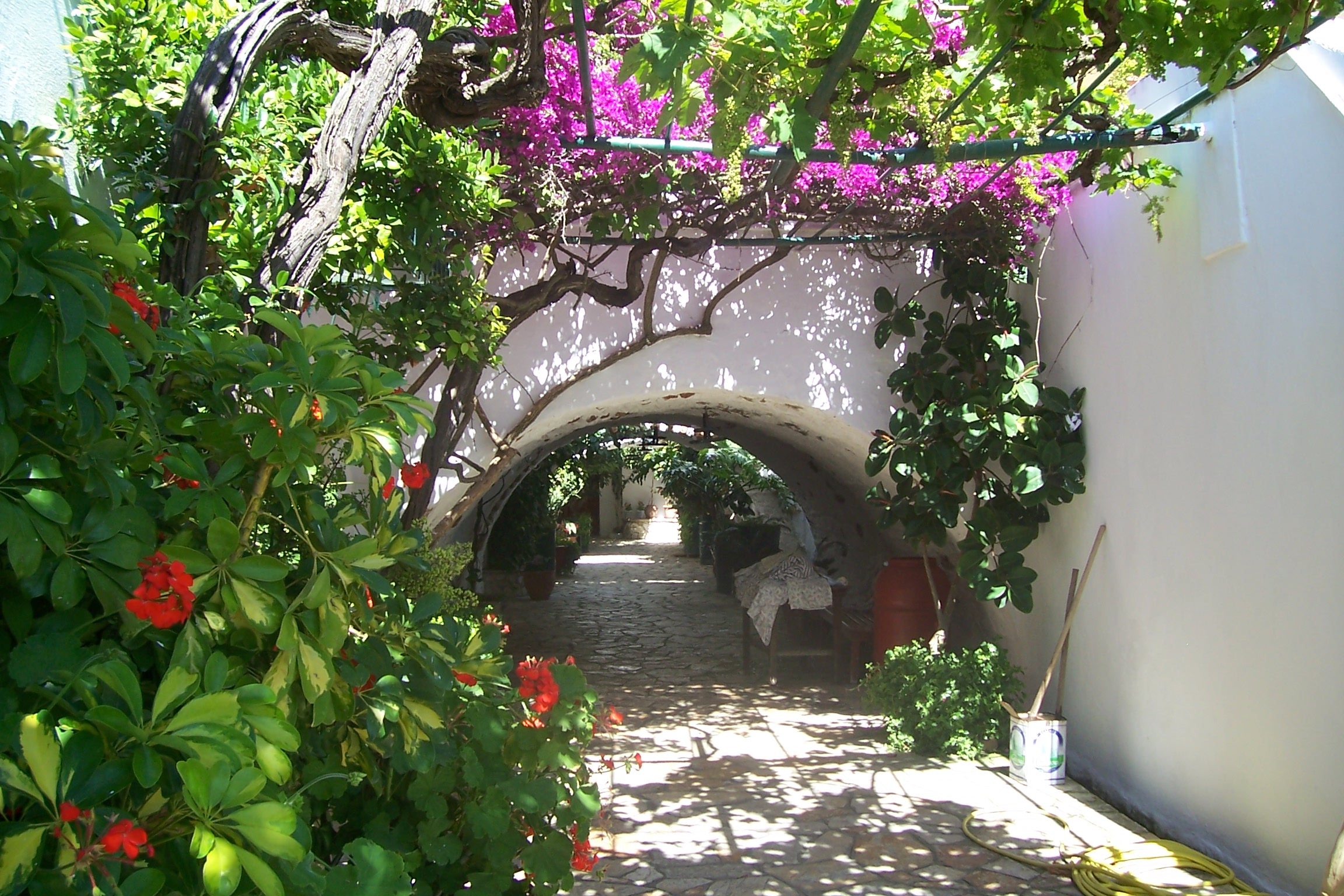
Laubengang des Klosters Panagia Theotokos tis Paleokastritsas
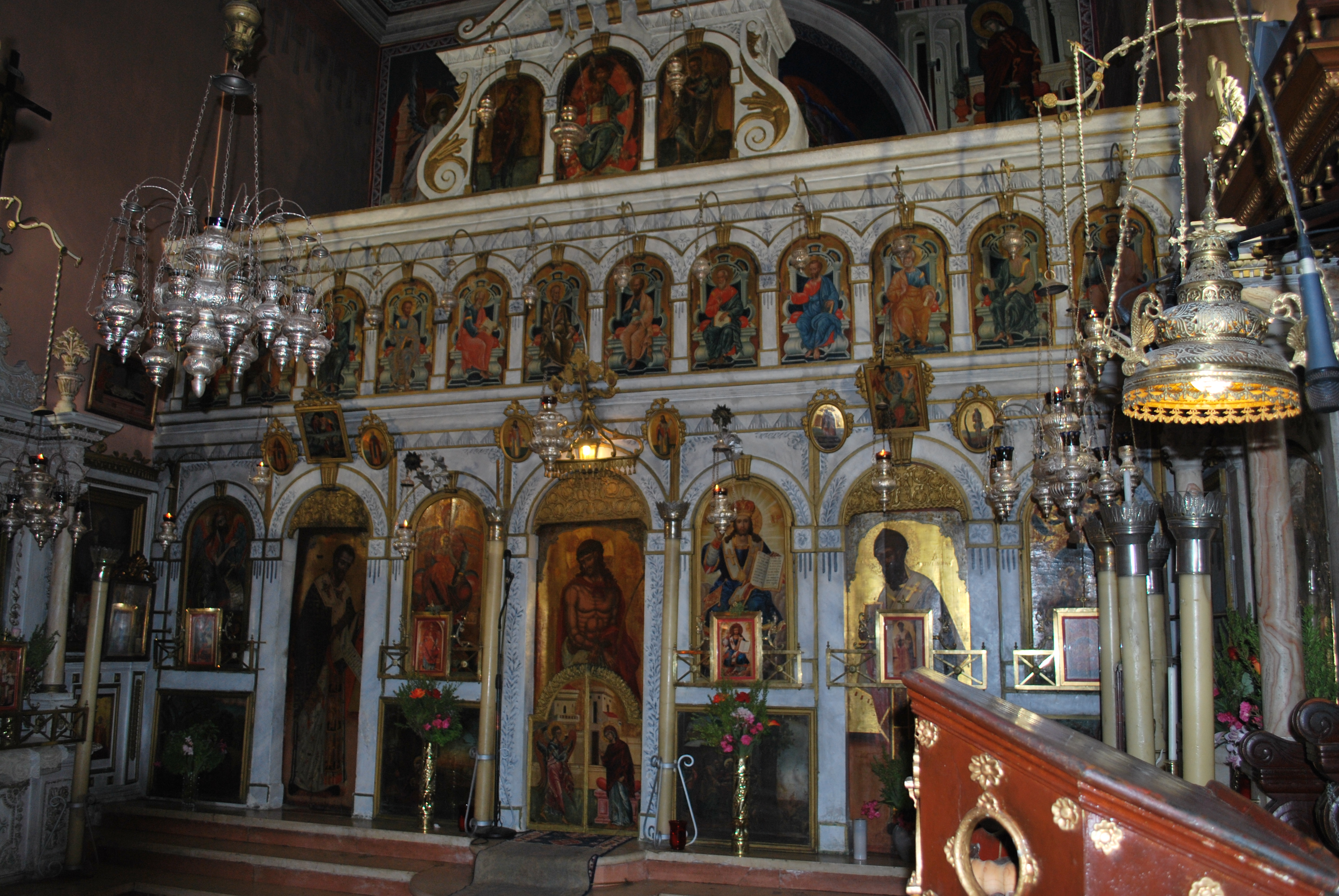
Blick in den Innenraum des Klosters
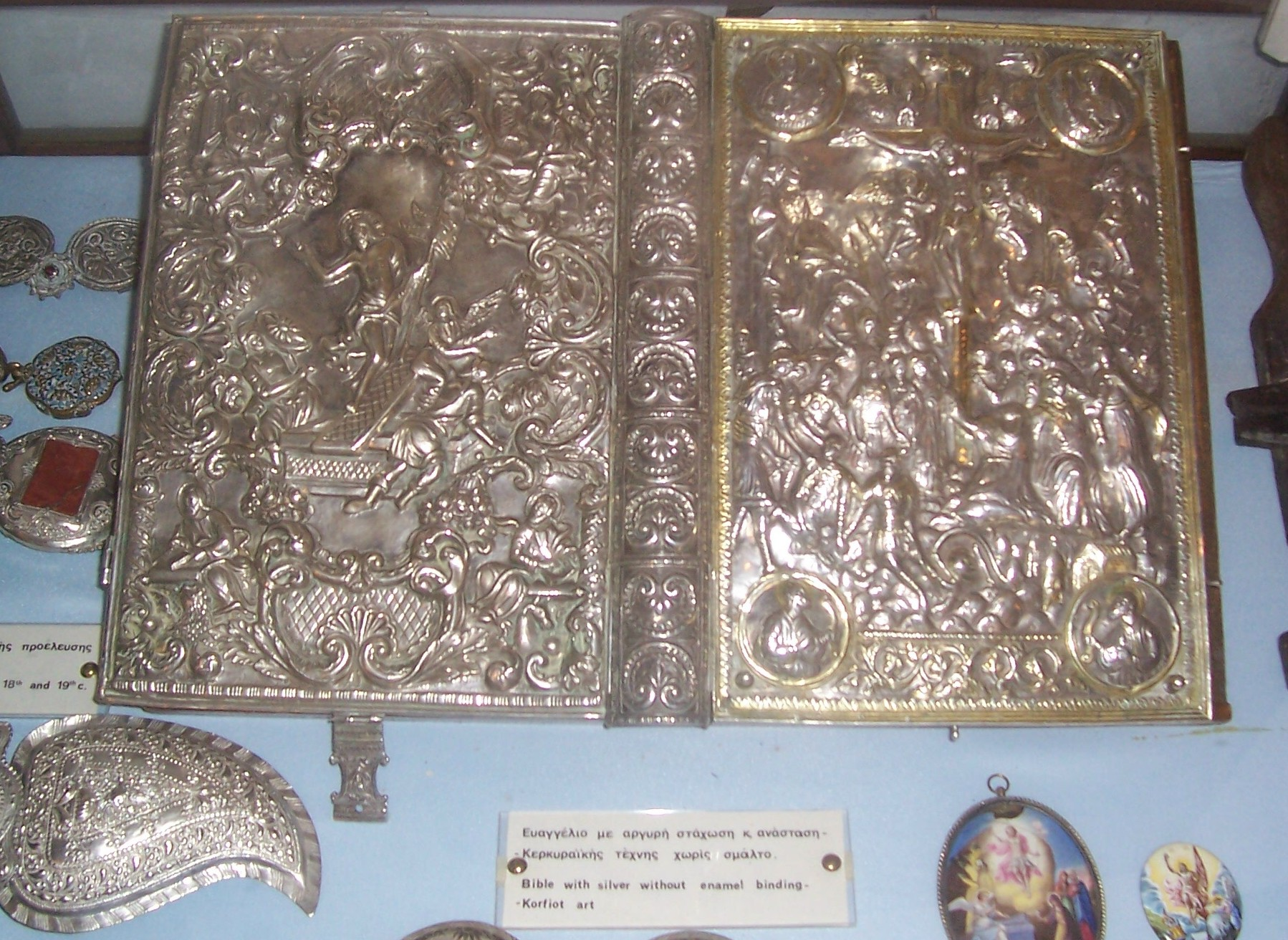
Bibel im Klostermuseum